# Boloria tritonia
Boloria tritonia is een vlinder uit de familie Nymphalidae (Aurelia's), onderfamilie Heliconiinae. De wetenschappelijke naam is voor het eerst geldig gepubliceerd in 1812 door Bober.
De soort komt voor in Europa.